# Rgotina
Rgotina (Servisch cyrillisch Рготина) is een plaats in de Servische gemeente Zaječar. De plaats telt 1721 inwoners (2002).